# Чаклайс, Марис
Марис Чаклайс (латыш. Māris Čaklais; 16 июня 1940, Салдус — 13 декабря 2003, Рига) — латвийский поэт, писатель, переводчик. Заслуженный деятель культуры Латвийской ССР (1985), офицер Ордена Трёх звёзд (2000).

## Биография
Сын заведующего складом и продавщицы. Окончил историко-филологический факультет Латвийского университета (1964). Работал литературным сотрудником в еженедельнике Literatūra un Māksla (с латыш. — «Литература и искусство»; 1960—1966), в издательстве «Лиесма» (1966—1969), затем до 1981 года вновь в Literatūra un Māksla, в 1969—1973 гг. заведовал отделом поэзии. В третий раз вернулся в еженедельник в 1987—1991 гг. в качестве главного редактора. В 1998—1999 гг. редактор отдела культуры газеты «Ригас Балсс». В 2000—2003 гг. главный редактор журнала «Карогс». В начале 1990-х гг. выступал также как ведущий программ латышской редакции радио «Свободная Европа».
С 1967 г. состоял в Союзе писателей СССР. По линии Союза писателей, Советского комитета защиты мира и других общественных организаций неоднократно выезжал из СССР в составе разнообразных делегаций
Был четырежды женат. Первая жена (в 1963—1966 гг.) — литературный критик Инта Чакла. Сын от второго брака — политик Ингмарс Чаклайс.
В 2015 году в память о Чаклайсе его именем был назван сквер в его родном городе.

## Творчество
В 1962 году представил в издательство первый сборник стихов, «Хочу проснуться живым» (латыш. Gribu pamosties dzīvs), однако книга не была напечатана. В 1965 году выпустил первую книгу, «Понедельник» (латыш. Pirmdiena), за ней последовали ещё 19 прижизненных сборников и пять прижизненных книг избранного.
С 1965 года сотрудничал с латвийскими театрами и киностудиями как автор слов для песен к кинофильмам, анимационным фильмам и спектаклям, особенно часто сотрудничал с композитором Имантом Калныньшем, среди их совместных работ — песни к фильму Роланда Калныньша «Дышите глубже» (1967, запрещён до 1986 года), вошедшему впоследствии в Культурный канон Латвии.
Выступал как эссеист и литературный критик. Опубликовал биографические книги «Им Ка: Имантс Калныньш во времени и пространстве» (латыш. Im Ka: Imants Kalniņš laikā un telpā; 1998), «Властелин света, или Сага о Гунаре Биркерте» (латыш. Gaismas kungs jeb Sāga par Gunaru Birkertu; 2002) и «Вызов: Вайра Вике-Фрейберга, первая женщина во главе Латвийского государства» (латыш. Izaicinājums: Pirmā Latvijas Valsts prezidente Vaira Vīķe-Freiberga; 2003).